# جایزه بزرگ مکزیک ۱۹۶۴
جایزه بزرگ مکزیک ۱۹۶۴ (انگلیسی: ‎1964 Mexican Grand Prix‎) یک مسابقهٔ موتوری در رشتهٔ اتومبیل‌رانی فرمول یک بود که در تاریخ ۲۵ اکتبر ۱۹۶۴ در پیست هرمانوس رودریگز واقع در شهر ورزشی ماگدالنا میکزوکا، مکزیک برگزار شد. این گراند پری در میان ۱۰ گراند پری در فصل ۱۹۶۴، مسابقهٔ شمارهٔ ۱۰ بود.
در این مسابقه که در ۶۵ دور و به مسافت ۳۲۵٫۰۰۰ کیلومتر (۲۰۱٫۹۴۶ مایل) برگزار شد، پول پوزیشن توسط جیم کلارک کسب شد و سریع‌ترین زمان برای طی یک دور پیست که برابر با ۱:۵۸٫۳۷ بود نیز توسط جیم کلارک به ثبت رسید.
دن گرنی از تیم برابام-کلیمکس، جان سرتیز از تیم فراری و لورنزو باندینی از تیم فراری به‌ترتیب مقام‌های اول تا سوم مسابقه را کسب کردند.

## رده‌بندی قهرمانی پس از مسابقه
|       | جایگاه | راننده         | امتیاز  |
| ----- | ------ | -------------- | ------- |
| ۱     | ۱      | جان سرتیز      | ۴۰      |
| ۱     | ۲      | گراهام هیل     | ۳۹ (۴۱) |
|       | ۳      | جیم کلارک      | ۳۲      |
| ۱     | ۴      | لورنزو باندینی | ۲۳      |
| ۱     | ۵      | ریچی گینتر     | ۲۳      |
| منبع: |        |                |         |

|       | جایگاه | سازنده        | امتیاز  |
| ----- | ------ | ------------- | ------- |
|       | ۱      | فراری         | ۴۵ (۴۹) |
|       | ۲      | بی‌آرام        | ۴۲ (۵۱) |
|       | ۳      | لوتوس-کلیمکس  | ۳۷ (۴۰) |
|       | ۴      | برابام-کلیمکس | ۳۰      |
|       | ۵      | کوپر-کلیمکس   | ۱۶      |
| منبع: |        |               |         |

یادداشت
- تنها پنج جایگاه نخست از هر رده‌بندی نمایش داده شده‌است.